# Norbert Nübler
Norbert Nübler (* 1959) ist ein deutscher Slawist.

## Leben
Er studierte in Universitäten Regensburg und Brünn ost-, west- und südslavische Philologie. Nach der Promotion 1992 und Habilitation an der Universität Regensburg, wo er das Bohemicum Regensburg-Passau mitbegründete, lehrt er seit 2000 als Inhaber des Lehrstuhls für Slavistische Sprachwissenschaft an der Christian-Albrechts-Universität zu Kiel. 
Seine Forschungsschwerpunkte sind Geschichte der slavischen Sprachen und der Toponomastik befasst er sich mit der Syntax unter dependenzgrammatischen Gesichtspunkten, mit der Fachsprache des Rechts und mit der Aspektologie des Russischen, Polnischen und Tschechischen.

## Schriften (Auswahl)
- Untersuchungen zu Aktionsart und Aspekt im Russischen und Tschechischen. Am Beispiel der mit na- präfigierten Verben. Regensburg 1992, ISBN 3-89073-599-1.
- mit Alexander Trunk: Einführung in die russisch-deutsche Rechtsterminologie. Zugleich eine vergleichende Einführung in das deutsche und russische Recht. Lehr- und Übungsbuch. Hamburg 2016, ISBN 3-89894-665-7.
- als Herausgeber mit Anna Weigl, Kristina Naumann und Miriam Völkel-Bill: Junge Slavistik im Dialog V. Beiträge zur X. Slavistischen Studentenkonferenz. Hamburg 2016, ISBN 3-8300-8868-X.
- als Herausgeber mit Kathrin Marterior: Mehrsprachige Sprachlandschaften? Das Problem der slavisch-deutschen Mischtoponyme. Akten der Kieler Tagung 16.–18. Oktober 2014. Leipzig 2016, ISBN 3-96023-019-2.